# Favões
Favões é uma povoação portuguesa do Município de Marco de Canaveses que foi sede da extinta Freguesia de Favões, freguesia que tinha 2,94 km² de área e 1 234 habitantes (2011), e, por isso, uma densidade populacional de 419,7 hab/km²
A Freguesia de Favões foi extinta pela reorganização administrativa de 2013, tendo o seu território sido agregado ao das Freguesias de Ariz e Magrelos para criar a Freguesia de Bem Viver.

## População
| População da freguesia de Favões | População da freguesia de Favões | População da freguesia de Favões | População da freguesia de Favões | População da freguesia de Favões | População da freguesia de Favões | População da freguesia de Favões | População da freguesia de Favões | População da freguesia de Favões | População da freguesia de Favões | População da freguesia de Favões | População da freguesia de Favões | População da freguesia de Favões | População da freguesia de Favões | População da freguesia de Favões |
| -------------------------------- | -------------------------------- | -------------------------------- | -------------------------------- | -------------------------------- | -------------------------------- | -------------------------------- | -------------------------------- | -------------------------------- | -------------------------------- | -------------------------------- | -------------------------------- | -------------------------------- | -------------------------------- | -------------------------------- |
| 1864                             | 1878                             | 1890                             | 1900                             | 1911                             | 1920                             | 1930                             | 1940                             | 1950                             | 1960                             | 1970                             | 1981                             | 1991                             | 2001                             | 2011                             |
| 370                              | 368                              | 432                              | 421                              | 455                              | 481                              | 530                              | 648                              | 689                              | 801                              | 998                              | 1 145                            | 1 149                            | 1 098                            | 1 234                            |

| Distribuição da População por Grupos Etários | Distribuição da População por Grupos Etários | Distribuição da População por Grupos Etários | Distribuição da População por Grupos Etários | Distribuição da População por Grupos Etários | Distribuição da População por Grupos Etários | Distribuição da População por Grupos Etários | Distribuição da População por Grupos Etários | Distribuição da População por Grupos Etários | Distribuição da População por Grupos Etários |
| -------------------------------------------- | -------------------------------------------- | -------------------------------------------- | -------------------------------------------- | -------------------------------------------- | -------------------------------------------- | -------------------------------------------- | -------------------------------------------- | -------------------------------------------- | -------------------------------------------- |
| Ano                                          | 0-14 Anos                                    | 15-24 Anos                                   | 25-64 Anos                                   | > 65 Anos                                    |                                              | 0-14 Anos                                    | 15-24 Anos                                   | 25-64 Anos                                   | > 65 Anos                                    |
| 2001                                         | 246                                          | 154                                          | 572                                          | 126                                          |                                              | 22,4%                                        | 14,0%                                        | 52,1%                                        | 11,5%                                        |
| 2011                                         | 249                                          | 165                                          | 674                                          | 146                                          |                                              | 20,2%                                        | 13,4%                                        | 54,6%                                        | 11,8%                                        |

## Colectividades
- Centro Desportivo de Favões (CDF)